# 三氟乙酸锂
三氟乙酸锂是一种化合物，化学式为CF3COOLi，它可由三氟乙酸和碳酸锂反应得到，它在250 °C开始分解，产物是氟化锂和一些气态产物。
它和三氟甲磺酸氧钒(IV)、2,2'-联吡啶反应，可以得到[Li2(VO)2(μ-CF3COO)6(bpy)2]。